# Grigorij Ivanovič Libken
Grigorij Ivanovič Libken (1870 – 1936) è stato un regista cinematografico russo.

## Filmografia parziale

### Regista
- Sten'ka Razin (1914)
- Volgari (1914)